# Barão de Roches
Barão de Roches é um título nobiliárquico criado por D. Luís I de Portugal, por Decreto de 4 de Fevereiro de 1871, em favor de Simão de Roches da Cunha Brum.
Titulares
1. Simão de Roches da Cunha Brum, 1.º Barão de Roches;
2. Simão de Roches da Cunha Brum, 2.º Barão de Roches.